# 中北美毛翅燕
（学名：Stelgidopteryx serripennis）是一種体型较小的燕子。
成鸟体長13-15厘米，背部褐色，腹部較淺，尾羽開叉。牠們的外表與相似，但喉嚨及胸部微暗。牠們與南紅翎粗腿燕是近親，但南紅翎粗腿燕的臀部很明顯，且分佈地並不怎麼重疊。北紅翎粗腿燕的翼羽邊呈鋸齒狀，但卻並不怎麼明顯。
北方紅翎粗翅燕生活於北美洲的近河流、湖泊及河濱的地方。牠們會在近水邊的空穴築巢，一般並不會組成群族。牠們一般會產4-8顆蛋，會由雌鳥孵化13天，出生後的雛鳥約需20天就會換羽。
中北美毛翅燕會遷徙至美國的海灣及中美洲南部。
中北美毛翅燕在水面或田間低飛，捕捉昆蟲作为食物。

## 外部連結
- USGS Patuxent Bird Identification InfoCenter（页面存档备份，存于）
- Cornell Lab of Ornithology（页面存档备份，存于）
- South Dakota Birds and Birding（页面存档备份，存于）
- Internet Bird Collection
- VIREO（页面存档备份，存于）